# お隣さんはヒトラー?
『お隣さんはヒトラー?』（おとなりさんはヒトラー?、My Neighbor Adolf）は、2022年のイスラエル・ポーランドのコメディドラマ映画。レオン・プルドフスキーが監督を務め、デヴィッド・ヘイマンとウド・キアが出演している。1960年代のコロンビアを舞台とし、ホロコーストを生き延びたユダヤ人と、彼がアドルフ・ヒトラーだと疑うドイツ人との交流を描いている。2022年8月4日に第75回ロカルノ国際映画祭でプレミア上映された後、イスラエルで2023年1月26日、ポーランドでは同年6月9日に公開された。

## ストーリー
1960年5月。ホロコーストを生き延びたポーランド系ユダヤ人ポルスキーはコロンビアの片田舎に移り住み、ガーデニングとチェスを趣味にしながら一人で暮らしていた。世間でアドルフ・アイヒマンがモサドに拘束された事件が話題となっていたころ、ポルスキー宅の隣にドイツ人ハルツォーグが引っ越してくる。ポルスキーはハルツォーグが死んだはずのアドルフ・ヒトラーだと疑い通報するが相手にされず、証拠をつかむためにハルツォーグとの接触を試みる。

## キャスト
- マレク・ポルスキー - デヴィッド・ヘイマン（英語版）
- ヘルマン・ハルツォーグ - ウド・キア
- カルテンブルンナー夫人 - オリヴィア・シルハヴィ
- 情報部員 - キレネト・ペレド

## 評価
Rotten Tomatoesでは12件の批評が寄せられ、支持率は58%となっている。